# Paul Westermeier
Paul Westermeier (* 9. Juli 1892 in Berlin als Paul Ernst Westemeier; † 17. Oktober 1972 ebenda) war ein deutscher Schauspieler.

## Leben
Paul Weste(r)meier wurde als Sohn des Arbeiters Engelbert Westemeier und seiner Frau Luise geb. Nagora in der elterlichen Wohnung in der Rathenower Straße 45 in Moabit geboren. Der Vater war katholisch, die Mutter evangelisch. Er versuchte sich bereits in seiner Jugend als Zirkusclown und spielte beim Schüler-Theaterverein. Er verließ die Schule vor dem Abitur und nahm Schauspielunterricht bei Moritz Zeisler am Königlichen Schauspielhaus und an der Schauspielschule von Maria Seebach.
17-jährig debütierte er am Königlichen Schauspielhaus, und noch 1909 erhielt er sein erstes Engagement als jugendlicher Held und Liebhaber in Stralsund. In den nächsten beiden Spieljahren war er in Plauen und Magdeburg tätig. 1911 wechselte er nach Hamburg, im Jahr darauf nach Bremen, wo er als Romeo in Romeo und Julia auftrat.
Ab 1913 spielte er an Berliner Bühnen, besonders am Metropoltheater, am Theater im Admiralspalast und am Berliner Thalia-Theater. Er wurde zu einem bekannten Star in Operetten und Revuen während der Goldenen Zwanziger. Er agierte in Operetten wie Maske in Blau, Die lustige Witwe, Hochzeitsnacht im Paradies und als Lothar in Ein Walzertraum sowie als Giesecke in Im weißen Rößl. Mehrmals war er dabei Partner von Lotte Werkmeister.
Er wandelte sich allmählich zum Komiker und wirkte in den 20er Jahren in dieser Art als wichtiger Nebendarsteller in mehreren Filmen mit. Bald war er aber kaum noch mehr als ein typischer Kleindarsteller, der in insgesamt über 200 Filmen zu sehen war. Er verkörperte meist den etwas griesgrämigen Mann von nebenan, oft mit Berliner Flair. Er stand 1944 in der Gottbegnadeten-Liste des Reichsministeriums für Volksaufklärung und Propaganda.
Nach dem Zweiten Weltkrieg konnte er seine Karriere problemlos fortsetzen. Er wurde sogar noch stärker festgelegt auf die Dauerrolle des bärbeißigen Berliners, zum Beispiel als Kapitän und Gegenspieler des gleich dreifach auftretenden Heinz Erhardt in Drillinge an Bord. Manchmal konnte man den Schauspieler allerdings auch untypisch ruhig erleben wie jeweils als Fahrer in Sauerbruch – Das war mein Leben und in Des Teufels General.
Westermeier spielte weiterhin an Berliner Bühnen und arbeitete auch als Hörspielsprecher. Er war seit 1936 mit der ehemaligen Schauspielerin und Sängerin Lotte Dobischinsky (1895–1975) verheiratet. 1967 erhielt er das Filmband in Gold für langjähriges und hervorragendes Wirken im deutschen Film. Sein Grab befindet sich in Berlin auf dem Friedhof Schöneberg III in der Abt.10-189.

## Filmografie
- 1917: Hoheit Radieschen
- 1917: Die Hochzeit im Excentric-Club
- 1917: Das Telephonkätzchen
- 1917: Die Eheschule
- 1917: Das unruhige Hotel
- 1917: Das Mädel von nebenan
- 1918: Nur um tausend Dollar
- 1918: Agnes Arnau und ihre drei Freier
- 1919: König Nicolo
- 1922: Sie und die Drei
- 1924: Die Bacchantin
- 1926: In der Heimat, da gibt’s ein Wiedersehn!
- 1926: Annemarie und ihr Ulan
- 1926: Der dumme August des Zirkus Romanelli
- 1926: Eine tolle Nacht
- 1927: Üb’ immer Treu’ und Redlichkeit
- 1927: Die große Pause
- 1928: Dyckerpotts Erben
- 1927: Herkules Maier
- 1928: Lemkes sel. Witwe
- 1929: Drei machen ihr Glück
- 1929: Mascottchen
- 1930: Alraune
- 1930: Zapfenstreich am Rhein
- 1930: 1000 Worte Deutsch
- 1930: Der keusche Joseph
- 1931: Berlin – Alexanderplatz
- 1931: Der Bettelstudent
- 1931: Jeder fragt nach Erika
- 1931: Der kleine Seitensprung
- 1931: Die schwebende Jungfrau
- 1931: Weekend im Paradies
- 1931: Ein ausgekochter Junge
- 1931: Kabarett-Programm Nr. 2
- 1931: Die Liebesfiliale
- 1931: Kyritz – Pyritz
- 1931: Luise, Königin von Preußen
- 1932: Es wird schon wieder besser
- 1932: F.P.1 antwortet nicht
- 1932: Hasenklein kann nichts dafür
- 1932: Zwei vom Südexpreß
- 1932: Quick
- 1932: Wie sag’ ich’s meinem Mann?
- 1932: Zu Befehl, Herr Unteroffizier
- 1933: Ganovenehre
- 1933: Ich will Dich Liebe lehren
- 1933: Morgenrot
- 1933: Der Stern von Valencia
- 1933: Inge und die Millionen
- 1934: Mutter und Kind
- 1934: Was bin ich ohne Dich
- 1934: Fräulein Liselott
- 1934: Die Liebe und die erste Eisenbahn
- 1934: Die vier Musketiere
- 1934: Die beiden Seehunde
- 1934: Die Spork’schen Jäger
- 1934: Der Herr Senator. Die fliegende Ahnfrau
- 1934: Lockvogel
- 1934: Wenn ich König wär
- 1935: Warum lügt Fräulein Käthe?
- 1935: Ein falscher Fuffziger
- 1935: Die klugen Frauen
- 1935: April, April!
- 1935: Lärm um Weidemann
- 1935: Der mutige Seefahrer
- 1936: Fünf Personen suchen Anschluß
- 1936: Das Hermännchen
- 1936: Der müde Theodor
- 1936: Savoy-Hotel 217
- 1936: Hummel - Hummel
- 1936: Das Veilchen vom Potsdamer Platz
- 1936: Die Leute mit dem Sonnenstich
- 1936: Die letzten Grüße von Marie
- 1936: Raub der Sabinerinnen
- 1936: Onkel Bräsig
- 1936: Bezirksvertreter gesucht
- 1937: Alarm in Peking
- 1937: Das große Abenteuer
- 1937: Sein bester Freund
- 1937: Togger
- 1937: Die Umwege des schönen Karl
- 1936: Fridericus
- 1937: Der Unwiderstehliche
- 1937: Der Lachdoktor
- 1937: Die göttliche Jette
- 1937: Mit versiegelter Order
- 1937: Fremdenheim Filoda
- 1937: Autobus S
- 1937: Der Katzensteg
- 1938: Die Frau am Scheidewege (Asszony a válaszúton)
- 1938: Das Mädchen von gestern Nacht
- 1938: Nanon
- 1938: Rote Orchideen
- 1938: Skandal um den Hahn
- 1938: Unsere kleine Frau
- 1938: Der nackte Spatz
- 1938: Rätsel um Beate
- 1938: Fracht von Baltimore
- 1938: Das Leben kann so schön sein
- 1939: Aufruhr in Damaskus
- 1939: Liebe streng verboten
- 1939: Die Reise nach Tilsit
- 1939: Wer küßt Madeleine?
- 1939: Der grüne Kaiser
- 1939: Gold in New Frisco
- 1940: Casanova heiratet
- 1940: Alles Schwindel
- 1940: Zwielicht
- 1940: Der Herr im Haus
- 1940: Fahrt ins Leben
- 1940: Für die Katz
- 1940: Die Rothschilds
- 1940/42: Der große König
- 1941: Frau Luna
- 1941: Unser kleiner Junge
- 1941: Blutsbrüderschaft
- 1941: Krach im Vorderhaus
- 1941: Das himmelblaue Abendkleid
- 1941: Immer nur Du
- 1941: Jakko
- 1942: Andreas Schlüter
- 1942: Diesel
- 1943: Familie Buchholz
- 1943: Neigungsehe
- 1944: Junge Herzen
- 1944/48: Frech und verliebt
- 1944/48: Das kleine Hofkonzert
- 1945: Die Schenke zur ewigen Liebe
- 1945: Der Mann im Sattel (UA: 2000)
- 1950: Die Treppe
- 1951: Königin einer Nacht
- 1951: Herzen im Sturm
- 1951: Torreani
- 1951: Durch Dick und Dünn
- 1951: Die Frauen des Herrn S.
- 1951: Professor Nachtfalter
- 1951: Hilfe, ich bin unsichtbar!
- 1952: Mein Herz darfst Du nicht fragen
- 1952: Im weißen Rößl
- 1953: Von Liebe reden wir später
- 1953: Die vertagte Hochzeitsnacht
- 1953: Tante Jutta aus Kalkutta
- 1953: Blume von Hawaii
- 1953: Der Vetter aus Dingsda
- 1953: Das singende Hotel
- 1953: Hurra – ein Junge!
- 1953: Kaiserwalzer
- 1954: Sauerbruch – Das war mein Leben
- 1954: Die schöne Müllerin
- 1954: Keine Angst vor Schwiegermüttern
- 1954: Columbus entdeckt Krähwinkel
- 1954: Geld aus der Luft
- 1954: Die verschwundene Miniatur
- 1955: Das fröhliche Dorf
- 1955: Des Teufels General
- 1955: Vatertag
- 1955: Der Kongreß tanzt
- 1956: Ein tolles Hotel
- 1956: Manöverball
- 1956: IA in Oberbayern
- 1956: II-A in Berlin
- 1956: Rosmarie kommt aus Wildwest
- 1956: Saison in Oberbayern
- 1956: Die gestohlene Hose
- 1956: Symphonie in Gold
- 1957: Der Etappenhase
- 1957: Lemkes sel. Witwe
- 1957: Für zwei Groschen Zärtlichkeit
- 1957: Kleiner Mann – ganz groß
- 1957: Der Bauerndoktor von Bayrischzell
- 1957: Almenrausch und Edelweiß
- 1958: Mein Schatz ist aus Tirol
- 1958: Eine Reise ins Glück
- 1958: Mikosch, der Stolz der Kompanie
- 1959: Drillinge an Bord
- 1962: Sein bester Freund
- 1962: Jedermannstraße 11 (Fernsehserie)